# Cloniophorus overlaeti
Cloniophorus overlaeti är en skalbaggsart som beskrevs av Louis Burgeon 1931. Cloniophorus overlaeti ingår i släktet Cloniophorus och familjen långhorningar. Inga underarter finns listade i Catalogue of Life.